# Бейшеке (Чуйская область)
Бейшеке (кирг. Бейшеке) — село в Кеминском районе Чуйской области Кыргызстана. Входит в состав Кара-Булакского аильного округа. Код СОАТЕ — 41708 213 820 03 0.

## География
Село расположено на правом берегу реки Кичи-Кемин, вблизи места впадения в неё малой реки Ичке-Суу, на расстоянии приблизительно 8 километров (по прямой) к северо-востоку от города Кемин, административного центра района. Абсолютная высота — 1276 метров над уровнем моря.

## Население
| год     | 2009 | 2014 | 2015 |
| ------- | ---- | ---- | ---- |
| человек | 897  | 1194 | 1172 |